# Сіманга Дламіні
Сіманга Дламіні (8 жовтня 1997) — свазілійський плавець.
Учасник Олімпійських Ігор 2020 року, де на дистанції 50 метрів вільним стилем посів 67-ме місце і не потрапив до півфіналів.